# Polyporolithon
Polyporolithon L.R. Mason, 1953  é o nome botânico  de um gênero de algas vermelhas pluricelulares da família Hapalidiaceae, subfamília Melobesioideae.

## Sinonímia
- Mesophyllum Marie Lemoine, 1928

## Espécies
Apresenta 1 espécie:
- Polyporolithon conchatum (Setchell & Foslie) L.R. Mason, 1953

= Mesophyllum conchatum (Setchell & Foslie), Adey 1970